# قازاراهوغ
قازاراهوغ (ارمنی: Ղազարահող؛ ترکی آذربایجانی: Gazarahox) یک منطقهٔ مسکونی در جمهوری آرتساخ است که در استان مارتاکرت واقع شده‌است قازاراهوغ ۷۵ نفر جمعیت دارد.